# Dommage collatéral
Pour le film sorti en 2002, voir Dommage collatéral (film).
Pour les articles homonymes, voir Collatéral.

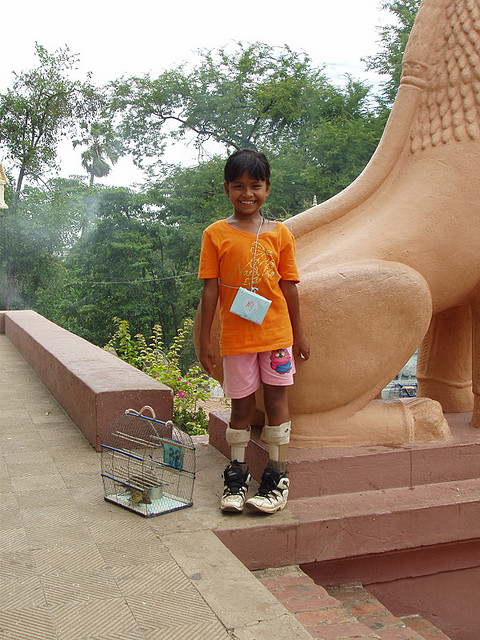
Cambodgien ayant subi les dommages collatéraux d'une mine.

Dans la terminologie militaire, un dommage collatéral désigne des victimes civiles ou alliées, des dommages matériels présentés comme ayant été causés de façon accidentelle. L'expression est considérée par de nombreux analystes comme un euphémisme visant à masquer une réalité violente, voire comme une forme de manipulation idéologique.

## Histoire
« Dommage collatéral » a été utilisée pour la première fois durant la guerre du Viêt Nam par les Forces armées des États-Unis pour désigner les tirs amis ou les destructions des installations civiles et ses victimes.
L'expression « tir ami » est plus étroite concernant les victimes (uniquement des militaires amis), mais plus large sur les motifs (un tir ami peut aussi être un tir juste après erreur d'identification de la cible, un dommage collatéral est un tir touchant autre chose que sa cible).
C'est lors des bombardements de l'OTAN durant les bombardements sur la Serbie en 1999 pendant la guerre du Kosovo (opération Allied Force) et son utilisation par le porte-parole de l'armée américaine que ce terme a été largement repris, popularisé et commenté par les médias. Il a ensuite été utilisé dans toutes les opérations militaires américaines, comme celle en Afghanistan à la suite des attentats du 11 septembre 2001.
Un « dommage collatéral » n'est pas un crime de guerre : viser les civils est un crime de guerre, les toucher accidentellement n'en est pas un[réf. nécessaire] — toutefois viser un ennemi que l'on sait à proximité de civils peut être un crime. Il est également possible qu'un crime de guerre soit maquillé en dommage collatéral par ses auteurs. La négligence et le manquement volontaire à des obligations de sécurité sont punissables.

## Critique
Les détracteurs de la communication militaires critiquent cette expression parce qu'il s'agit d'un euphémisme qui a des implications morales considérables : admettre des « dommages collatéraux » relève de la langue de bois quand on a tué des civils.
« Dommage collatéral » est classé par la linguiste Ursula Reutner dans la catégorie des euphémismes utilisés par un locuteur pour son bénéfice personnel avec une intention de tromper son public, au même titre que « ingérence humanitaire » pour « envoi de troupes », « frappe chirurgicale » pour « bombardement ».
L'expression est selon le professeur de littérature comparée Michel Delville un euphémisme « pervers » qui tente d'« apporter une solution rhétorique de fortune aux contradictions dans lesquelles le monde occidental se trouve empêtré ».
Des journalistes dénoncent aussi l'expression y compris quand elle est utilisée par leurs propres armées ; ainsi des médias américains ont critiqué l'usage de l'expression comme une opération de communication de la part du Pentagone.
«Dommage collatéral» a pu être considéré comme un exemple de langage politiquement correct et critiqué à ce titre selon les cas comme une forme de tentative de « désinformation » ou comme un indice de « néoconformisme ».

## Culture populaire
On retrouve le terme de « Dommage collatéral » dans plusieurs œuvres culturelles.

### Cinéma
- Dommage collatéral (2002), est aussi un film d'Andrew Davis avec Arnold Schwarzenegger.

### Télévision
- Dommage collatéral, l'épisode 12 de la saison 9 de la série Stargate SG-1.
- L'épisode 4 de la saison 2 de la série Le Visiteur du Futur s'intitule lui aussi Dommage collatéral.

### Musique
- Dommage Collatéral  est une chanson de Vulgaires Machins, sur leur album Compter les corps (2006).
- Collateral Damage est une reprise de Chopin par le groupe Muse, sur leur album The Resistance (2009).